# Stefan Brolund
Per Stefan Brolund, född 28 augusti 1947 i Stockholm, är en svensk basist. Han är en av Sveriges mest meriterade studiomusiker, med en bredd inom genrer som sträcker sig från klassisk musik till jazz, visa, rock och schlager. Han var som mest aktiv från slutet av 1960-talet och en bit in på 1980-talet, innan han blev verksam som lärare på Kungliga musikhögskolan i Stockholm.

## Biografi
Brolund började 1961 i popbandet The Typhoons, som bland annat spelade på klassiska Stockholmsställen som Nalen och Kingside. Som 17-åring turnerade han som kompmusiker åt schlagerdrottningen Siw Malmkvist i svenska folkparker med gruppen Boris & The Beat Dogs ledd av Boris Lindqvist. Under 1960-talet spelade han även med bland andra Weine Renliden, Leif Kronlund och i gruppen Telstars.
Parallellt med turnerandet studerade han 1965–1967 musik på Birkagårdens folkhögskola och tog kontrabaslektioner för Olle Bengtsson i Kungliga Filharmoniska Orkestern. Åren 1968–1972 var han kontrabaselev på Kungliga Musikhögskolan, och studerade för Thorvald Fredin och Siegfried Naumann. I samband med studierna spelade han några kortare perioder i både Kungliga Filharmoniska Orkestern och Hovkapellet samt även som teatermusiker på Dramaten.
Åren 1968–1987 var han frilansande musiker och medverkar som elbasist och kontrabasist på omkring 900 titlar fördelat på cirka 250 skivor. Han medverkade också i husbanden i TV-program som Öppet hus, Opopoppa, I morron e' de' lörda' och Melodifestivalen (bland annat de där Abba slog igenom, 1973 och 1974). Hans basspel hörs även i soundtracket till många svenska filmer från denna tid, bland annat i Roy Anderssons Giliap.
Han kan höras på skivor av många  svenska pop-, vis-  och schlagerartister under 1970- och 1980-talet, såsom Ted Gärdestad, Björn Skifs, Björn Ulvaeus & Benny Andersson, Tomas Ledin, Monica Törnell, Lill Lindfors, Cornelis Vreeswijk, Ola Magnell och Bernt Staf. Brolund spelade även med svenska jazzmusiker som Rune Gustafsson, Bengt Hallberg, Arne Domnérus och Lennart Åberg och internationella jazzmusiker som Toots Thielemans, Svend Asmussen, Gabor Szabo och Ted Curson.
Brolund var 1972–1976 medlem i gruppen Hörselmat tillsammans med band andra gitarristen Janne Schaffer och keyboardisten/flöjtisten Björn J:son Lindh, och spelar även på flera av Schaffers och J:son Lindhs soloalbum. Parallellt spelade han i jazzgruppen Egba och hörs på Egbas första album. Han var medlem även i bland annat jazzgrupperna Jazz Incorporated, och mot slutet av 1980-talet i pianisten Jan Wallgrens kvartett. 
Åren 1973–1976 var Stefan Brolund medlem i Radiojazzgruppen, Sveriges Radios egen stora ensemble som i radio och även på skiva spelade specialskriven musik av kompositörer/arrangörer som Don Cherry, Gil Evans, Lars Gullin, Thad Jones, Georg Riedel, Bengt-Arne Wallin och George Russell.
Han fick 1980 en lärartjänst på Kungliga Musikhögskolan i Stockholm, och är sedan 2001 lektor vid högskolan. Frilansuppdragen fasades därmed gradvis ut till förmån för en pedagogisk karriär. Stefan Brolund var den förste elbasisten av betydelse i Sverige som spelade bandlös elbas, något han började med redan 1971. Han var också en av konsulterna när det svenska företaget EBS lanserade sina nu världskända basförstärkare i slutet av 1980-talet.